# Rosario-Santa Fe de 1926
La 2ª edición de la Rosario-Santa Fe tuvo lugar el 24 de enero de 1926 y fue organizada por el Ciclista Moto Club Santafesino, la prueba contaba con un recorrido que fue Rosario, Oliveros, Barrancas, Coronda, Sauce Viejo, Santo Tomé, Santa Fe con llegada en la plaza 25 de Mayo de esa ciudad, totalizando una distancia de 180 kilómetros. Tomaron la salida 17 corredores.
La largada fue puntual a las 5 de la mañana como estaba previsto.
Debido a las lluvias caídas dos días antes de la carrera los caminos se encontraban en muy mal estado, teniendo en cuenta que eran todos caminos de tierra, por lo que la carrera fue muy dura y el promedio de velocidad no fue muy elevado.
Al transitar por la localidad de Sauce Viejo los ciclistas iban pasando a intervalos aproximados de 1 minuto de diferencia.
Siendo las 12 y 35 horas del mediodía el consagrado "routier" Mario Argenta cruzaba triunfante la línea de meta ubicada en frente de la plaza 25 de Mayo de la ciudad de Santa Fe.

## Participantes
El listado de competidores que participaron de la carrera.
| Número | Ciclista          | Bicicleta | Ciudad       |
| ------ | ----------------- | --------- | ------------ |
| 1      | Nicomedes Sevilla | Peugeot   | Rosario      |
| 2      | Eugenio Verduma   | Maino     | Rosario      |
| 3      | Luis Cabrera      | Automoto  | Santa Fe     |
| 4      | Albino Costaneir  | Maino     | Rosario      |
| 5      | Raimundo Bernada  | Miprandi  | Santa Fe     |
| 6      | Luis Pedrasa      | Peugeot   | Esperanza    |
| 7      | Emilio Fidani     | Maino     | Rosario      |
| 8      | Federico Lang     | Aliprandi | Santa Fe     |
| 9      | Francisco Schell  | Alcyon    | Santa Fe     |
| 10     | Edmundo Damovich  | Peugeot   | Santa Fe     |
| 11     | Mario Argenta     | Automoto  | Buenos Aires |
| 12     | José Peralta      | Gerbi     | Rosario      |
| 13     | Antonio Bucca     | Aliprandi | Esperanza    |
| 14     | Cristian Berger   | Peugeot   | Rosario      |
| 15     | Luis Gilardi      | Aliprandi | Buenos Aires |
| 16     | Juan Cessoni      | Automoto  | Santa Fe     |
| 17     | Cosme Saavedra    | Griffon   | Mendoza      |

## Clasificación final
|   | Ciclista        | Bicicleta | Temps      |
| - | --------------- | --------- | ---------- |
| 1 | Mario Argenta   | Automoto  | 7h 08' 03" |
| 2 | Cristian Berger | Peugeot   | +          |
| 3 | Eugenio Berduna | Maino     | +          |
| 4 | Emilio Fidani   | Maino     | +          |
| 5 | José Peralta    | Gerbi     | +          |